# Окуно Харуна
Окуно Харуна (яп. 向田真優; нар. 18 березня 1999, префектура Міє) — японська борчиня вільного стилю, дворазова чемпіонка світу, бронзова призерка Азійських ігор, володарка Кубку світу.

## Життєпис
Боротьбою почала займатися з 2001 року. У 2014 році стала бронзовою призеркою чемпіонату світу серед кадетів. Наступного року стала чемпіонкою Азії серед кадетів, а ще через рік здобула титул чемпіонки світу серед кадетів. У 2017 році знову стала чемпіонкою світу — на цей раз серед молоді.
Виступає за борцівський клуб Університету Шигаккан. Тренер — Кадзухіто Сакае.

## Спортивні результати на міжнародних змаганнях

### Виступи на Чемпіонатах світу
| Змагання                        | Збірна | Вагова категорія          | Місце  |
| ------------------------------- | ------ | ------------------------- | ------ |
| Чемпіонат світу з боротьби 2017 | Японія | жіноча боротьба, до 55 кг | Золото |
| Чемпіонат світу з боротьби 2018 | Японія | жіноча боротьба, до 53 кг | Золото |
| Чемпіонат світу з боротьби 2023 | Японія | жіноча боротьба, до 55 кг | Золото |

### Виступи на Азійських іграх
| Змагання           | Збірна | Вагова категорія          | Місце  |
| ------------------ | ------ | ------------------------- | ------ |
| Азійські ігри 2018 | Японія | жіноча боротьба, до 53 кг | Бронза |

### Виступи на Кубках світу
| Змагання                    | Збірна | Вагова категорія | Місце  |
| --------------------------- | ------ | ---------------- | ------ |
| Кубок світу з боротьби 2018 | Японія | команда          | Золото |

### Виступи на інших змаганнях
| Змагання                                         | Збірна | Вагова категорія          | Місце  |
| ------------------------------------------------ | ------ | ------------------------- | ------ |
| Klippan Lady Open 2017                           | Японія | жіноча боротьба, до 53 кг | Золото |
| Всеяпонський відкритий чемпіонат з боротьби 2018 | Японія | жіноча боротьба, до 53 кг | Золото |
| Чемпіонат Японії з боротьби 2023                 | Японія | жіноча боротьба, до 55 кг | Срібло |

### Виступи на змаганнях молодших вікових груп
| Змагання                                      | Збірна | Вагова категорія          | Місце  |
| --------------------------------------------- | ------ | ------------------------- | ------ |
| Чемпіонат світу з боротьби серед кадетів 2014 | Японія | жіноча боротьба, до 52 кг | Бронза |
| Чемпіонат Азії з боротьби серед кадетів 2015  | Японія | жіноча боротьба, до 52 кг | Золото |
| Чемпіонат світу з боротьби серед кадетів 2016 | Японія | жіноча боротьба, до 52 кг | Золото |
| Чемпіонат світу з боротьби до 23 років 2017   | Японія | жіноча боротьба, до 55 кг | Золото |
| Чемпіонат світу з боротьби серед юніорів 2019 | Японія | жіноча боротьба, до 53 кг | Золото |
| Чемпіонат світу з боротьби серед молоді 2019  | Японія | жіноча боротьба, до 53 кг | Золото |
| Чемпіонат світу з боротьби серед молоді 2023  | Японія | жіноча боротьба, до 53 кг | Золото |